# Gino Pedrazzoli
Gino Pedrazzoli, italijanski general, * 1884, † 1973.